# Schönenberg (Suíça)
Schönenberg é uma comuna da Suíça, no Cantão Zurique, com cerca de 1.915 habitantes. Estende-se por uma área de 11,00 km², de densidade populacional de 174 hab/km². Confina com as seguintes comunas: Hirzel, Hütten, Menzingen (ZG), Richterswil, Wädenswil.
A língua oficial nesta comuna é o Alemão.